# Полли Берген
По́лли Бе́рген (англ. Polly Bergen, урождённая Не́лли Поли́на Бе́рген (англ. Nellie Paulina Burgin); 14 июля 1930, Ноксвилл, Теннесси — 20 сентября 2014, Саутбери) — американская актриса, певица и предприниматель. Лауреат премии «Эмми» и номинант на «Золотой глобус».

## Биография

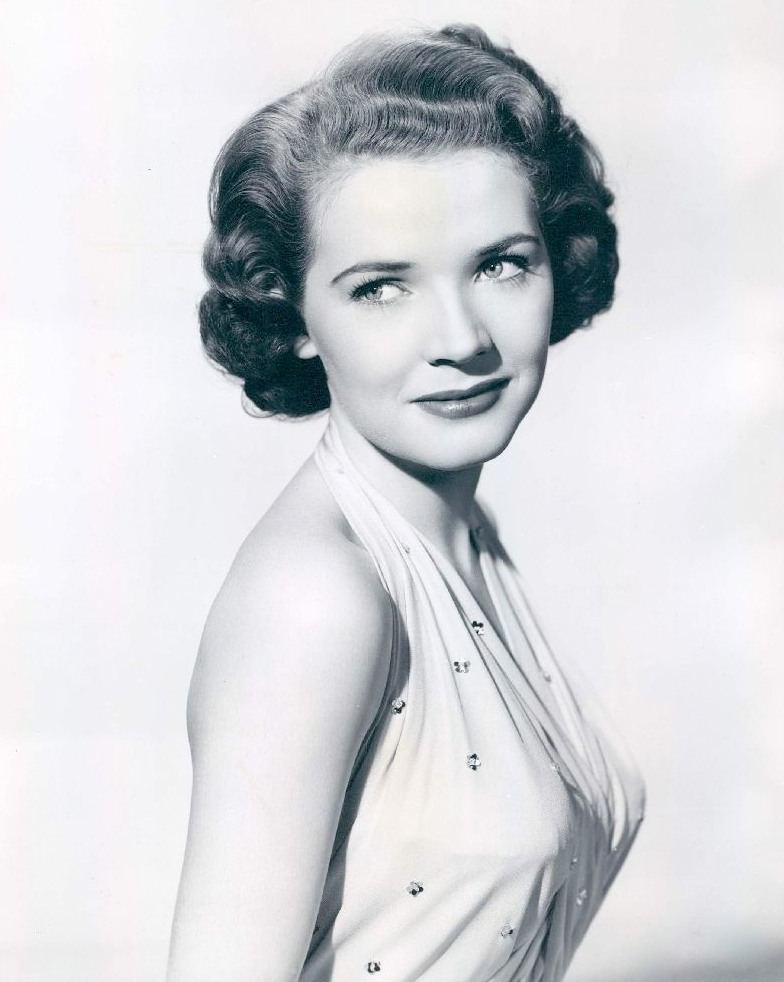
Полли Берген в 1953 году

Нелли Полина Берген родилась в городе Ноксвилл в штате Теннесси 14 июля 1930 года. В 14 лет она вместе с семьёй переехала в Лос-Анджелес, где профессионально занялась пением и затем стала выступать на радио. Там её заметил один из голливудских агентов и в 1949 году состоялся её дебют в кино. Её первые роли в кино были в фильмах «Дезертиры» (1950), «Это мой парень» (1951) и «Марионетка» (1952), где главные роли исполнили Дин Мартин и Джерри Льюис, знаменитый в те годы комедийный дуэт.
После перехода на MGM, получив уже в то время псевдоним Полли Берген, стала получать и серьёзные роли, появившись в фильмах «Арена» (1953) и «Побег из Форта Браво» (1953). В 1957 году Берген стала обладательницей премии «Эмми» за исполнение роли певицы Хелен Морган в телефильме «История Хелен Морган». Успешно продемонстрировав свои музыкальные навыки на экране, она продолжила карьеру в качестве певицы на Columbia Records, где записала несколько успешных альбомов.
В середине 1950-х также состоялся дебют Берген на Бродвее, где за последующие годы своей актёрской карьеры она появилась в семи постановках. В 1960-х годах у неё были успешные роли в фильмах «Мыс страха» (1962) и «Гид для женатого человека» (1967).
В 1965 году актриса создала косметическую линию «Polly Bergen Co.», а затем она также стала автором обувной марки, серии драгоценностей и написала три книги о красоте.
С началом 1970-х годов Берген переместилась в основном на телевидение, но всё же иногда продолжала появляться и на большом экране, снявшись в фильмах «Как создать идеал» (1987) и «Плакса» (1990).
С 2007 по 2009 год Берген была исполнительницей роли Стеллы Уингфилд, матери Линетт Скаво в сериале «Отчаянные домохозяйки», за которую она была номинирована на «Эмми».
Берген трижды была замужем и всё браки заканчивались разводом. От второго мужа, театрального агента Фрэдди Филдса, с которым она была вместе с 1956 по 1975 год, Полли родила ребёнка и усыновила ещё двоих детей.
Актриса скончалась 20 сентября 2014 года в своём доме в Саутбери, штат Коннектикут, от эмфиземы.

## Избранная фильмография
| Год       |   | Русское название      | Оригинальное название | Роль                       |
| --------- | - | --------------------- | --------------------- | -------------------------- |
| 2007—2011 | с | Отчаянные домохозяйки | Desperate Housewives  | Стелла Уингфилд / Камински |

## Награды
- Эмми 1957 — «Лучшая актриса в мини-сериале или телефильме» («История Хелен Морган»)